# Eriocaulon pseudoquinquangulare
Eriocaulon pseudoquinquangulare är en gräsväxtart som beskrevs av Wilhelm Willy Otto Eugen Ruhland. Eriocaulon pseudoquinquangulare ingår i släktet Eriocaulon och familjen Eriocaulaceae. Inga underarter finns listade i Catalogue of Life.